# Jan Chtiej
Jan Chtiej (ur. 9 grudnia 1937 w Guesnain (Francja)) – polski kolarz, olimpijczyk z Rzymu 1960, mistrz Polski.

## Życiorys
Urodził się w rodzinie polskich emigrantów we Francji, ale w dzieciństwie powrócił do Polski. Był zawodnikiem klubów MKS Zryw Szczecin, Gwardia Łódź, Start Kłodnica i Społem Łódź. Reprezentował Polskę w kolarstwie torowym i szosowym. W 1958 wystąpił w mistrzostwach świata w kolarstwie torowym, w wyścigu indywidualnym na 4000 m na dochodzenie, ale odpadł w eliminacjach. W 1959 uczestniczył w mistrzostwach świata, w indywidualnym wyścigu szosowym, zajmując 54. miejsce. Na igrzyskach olimpijskich w Rzymie reprezentował Polskę w szosowym wyścigu indywidualnym (54 m.) oraz w wyścigu drużynowym na 100 km (10 m.).
Był mistrzem Polski w drużynowym wyścigu na dystansie 4 km (1958 w barwach Gwardii Łódź) oraz w szosowym wyścigu drużynowym (1963 w barwach Społem Łódź). Trzykrotnie był wicemistrzem Polski: w wyścigu na 1 km ze startu zatrzymanego (1958), w torowym wyścigu na 50 km (1962) oraz w szosowym wyścigu indywidualnym (1959). W 1960 zwyciężył w wyścigu o Puchar Ministra Obrony Narodowej, a w 1963 był najlepszy na dwóch etapach Tour de Pologne. W 1958 pobił z kolegami z drużyny rekord Polski w wyścigu na 4000 m na dochodzenie (4.53.3 – 17.08.1958).
W 1964 wyjechał do zachodniej Europy i jeździł w zawodowych grupach kolarskich Terrot - Leroux (Belgia – 1964) i Pelforth - Sauvage - Lejeune (Francja – 1966-1968).
Jest bratem kolarza Romana Chtieja.